# Конвой Рабаул — Палау (22.05.43 — 01.06.43)
Конвой Рабаул — Палау (22.05.43 — 01.06.43) — японський конвой часів Другої світової війни, проведення якого відбувалось у травні — червні 1943 року.
Конвой сформували для проведення групи суден із Рабаула (головна передова база японців на острові Нова Британія, з якої провадились операції на Соломонових островах та сході Нової Гвінеї) до Палау — важливого транспортного хабу на заході Каролінських островів.
До складу конвою увійшли транспорти «Хібурі-Мару», «Канджо-Мару» (Kanjo Maru), «Мейзан-Мару» та «Юбає-Мару». Ескорт складався з мисливців за підводними човнами CH-18 і CH-39.
25 травня 1943 року судна вийшли з Рабаула та попрямували на північний захід. Хоча на комунікаціях архіпелагу Бісмарка традиційно діяли американські підводні човни, конвой зміг пройти маршрут без втрат та 1 червня прибув до Палау.